# Герман Фрідріх Бонорден
Герман Фрідріх Бонорден (нім. Hermann Friedrich Bonorden; 1801 — 1884) — німецький ботанік, міколог і лікар.

## Біографія
Народився у 1801 році у Герфорді. Працював дільничним лікарем у Кельні. Захоплювався мікологією. Описав численні таксони грибів, зокрема, родів:
- Fusicolla (1851).
- Hormomyces (1851).
- Cornicularia (1851), syn. Clavulinopsis.
- Polythecium (1861), syn. Fusicoccum.
- Byssitheca (1864), syn. Rosellinia.[1]

## Епоніми
На честь Бонордена названо два роди грибів — Bonordenia та Bonordeniella.